# Weng (Bawaria)
Weng – miejscowość i gmina w Niemczech, w kraju związkowym Bawaria, w rejencji Dolna Bawaria, w regionie Landshut, w powiecie Landshut, wchodzi w skład wspólnoty administracyjnej Wörth an der Isar. Leży około 20 km na północny wschód od Landshut.

## Dzielnice
W skład gminy wchodzą dwie dzielnice: Veitsbuch i Weng.

## Demografia
| Rok  | Liczba mieszk. |
| ---- | -------------- |
| 1970 | 935            |
| 1987 | 1 028          |
| 2000 | 1 310          |

## Oświata
(na 1999)

W gminie znajduje się przedszkole (50 miejsc i 87 dzieci).